# 周笔畅 1st EP
《周笔畅 1st EP》是中国大陆歌手周笔畅的首张个人EP，于2006年6月1日发行。这张EP中收录了周笔畅签约乐林文化后的首只单曲《天鹅》以及她自己创作的《只剩我一个》和《呃……》。其中《只剩我一个》曾在2006年度香港TVB8金曲榜颁奖典礼上获得金曲奖。

## 曲目
| 曲名          | 作词   | 作曲   | 编曲   | 制作人 |
| ------------- | ------ | ------ | ------ | ------ |
| 1. 只剩我一个 | 王筝   | 周笔畅 | 谭依哲 | 柯肇雷 |
| 2. 呃……       | 王筝   | 周笔畅 | 柯肇雷 | 柯肇雷 |
| 3. 不痛       | 崔惟楷 | 杨韵禾 | 黄立全 | 李玖哲 |
| 4. 天鹅       | 王筝   | 王筝   | 柯肇雷 | 柯肇雷 |